# مارسيلو سرور
مارسيلو إدواردو هيبوليتو سرور (بالإسبانية: Marcelo Eduardo Hipólito Srur)‏ (من مواليد 29 مارس 1957) هو ضابط سابق في البحرية الأرجنتينية، وكان آخر منصب له رئيس هيئة الأركان العامة للبحرية - أي قائد البحرية الأرجنتينية.

## حياته المهنية
ولد في الأرجنتين لعائلة سورية الأصل، تخرج من الاكاديمية البحرية عام 1979. شغل منصب قائد التدريب والتجنيد  من عام 2013 حتى تعيينه رئيسًا لهيئة الأركان العامة.
في 15 ديسمبر 2017، عُزل سرور من منصبه بعد حادثة اختفاء غواصة سان خوان.

## وصلات خارجية
- الموقع الرسمي (بالإسبانية)